# Melanis cercopes
Melanis cercopes is een vlindersoort uit de familie van de prachtvlinders (Riodinidae), onderfamilie Riodininae.
Melanis cercopes werd in 1874 beschreven door Hewitson.